# Juliana Alves
Juliana Alves de Oliveira (Río de Janeiro, 3 de mayo de 1982) es una actriz y modelo brasileña. 

## Biografía
Se hizo conocida por participar en el reality show Big Brother de Brasil en 2003. Juliana ganó un lugar en el programa casi por casualidad: durante un concierto de la cantante Luiz Melodia, donde se le acercó un productor de Rede Globo, quien la invitó para una entrevista. Pasado este punto, Juliana asistió a varias audiciones, para ser elegida.
Ha sido una integrante de la ONG Criola, ayudando a luchar contra los prejuicios de las mujeres negras. Fue también bailarina. Actualmente estudia psicología en la UERJ, que después de haber sido beneficiado por el sistema de cuotas garantiza plaza para estudiantes negros.
En 2004, desfiló como una de las figuras destacadas de Mocidade y de la Renacer, en Río de Janeiro. En octubre de 2009, fue tapa de la revista Playboy de Brasil.
En 2010, obtuvo su primer papel de destaque en la telenovela Cuchicheos, donde personalizó a Clotilde Matoso. Y en 2012 ganó su primer papel de protagonista en la serie As Brasileiras. 
En 2012 protagonizó el papel de la insoportable Dinha en la novela Cheias de Charme en su segundo papel de villana.

## Filmografía

### Televisión
| Año  | Título                             | Personaje                 |
| ---- | ---------------------------------- | ------------------------- |
| 2003 | Big Brother Brasil 3               | Ella misma (Participante) |
| 2003 | Chocolate con pimienta             | Selma Cardoso de Almeida  |
| 2005 | Mano a Mano                        | Rosy                      |
| 2005 | Prova de Amor                      | Sheila                    |
| 2007 | Amazônia, de Galvez a Chico Mendes | Áurea                     |
| 2007 | Dos caras                          | Gislaine Caó dos Santos   |
| 2008 | Casos e Acasos                     | Joelma                    |
| 2008 | Faça sua História                  | Domingas                  |
| 2008 | A Grande Família                   | Josiane (Mulher Jerimum)  |
| 2009 | India, una historia de amor        | Suellen                   |
| 2009 | A Turma do Didi                    | Inês                      |
| 2009 | Chico e Amigos                     | Brenda                    |
| 2010 | Cuchicheos                         | Clotilde Matoso           |
| 2012 | As Brasileiras                     | Janice                    |
| 2012 | Louco por Elas                     | Marina                    |
| 2012 | Encantadoras                       | Dinha                     |
| 2015 | Mujeres ambiciosas                 | Valeska                   |
| 2015 | Tomara que Caia                    | Nicoly                    |
| 2016 | Sol Nascente                       | Dora                      |
| 2018 | O Tempo Não Para                   | Maria José (Mazé)         |
| 2019 | Malhação: Vidas Brasileiras        | Lorraine                  |
| 2020 | Salve-se Quem Puder                | Renata Gomes              |

### Cine
| Año  | Título                | Personaje        |
| ---- | --------------------- | ---------------- |
| 2011 | Vamos Fazer um Brinde | Betina           |
| 2012 | E Aí... Comeu?        | Isabela Santiago |
| 2013 | Isolados              | Luzia            |
| 2013 | Made in China         | Andressa         |
| 2016 | Turbulência           | Ella misma       |

## Premios y nominaciones
- 2008 - Premio Contigo - Actriz Revelación - Duas Caras
- 2009 - Trofeo Raza Negra - Actriz - Caminho das Índias